# Paradoxe de Feldstein et Horioka
Le paradoxe de Feldstein et Horioka est un paradoxe économique qui montre qu'il existe un lien de corrélation fort entre le pays de vie des agents économiques et le lieu où ils investissent, alors que la théorie néoclassique déduit que les agents économiques, maximisateurs, investissent dans les placements qui ont les taux de rentabilité les plus élevés indépendamment du pays d'investissement.

## Concept
L'école classique a longtemps considéré que l'épargne était toujours égale à l'investissement. Le circuit économique serait tel que l'épargne des ménages serait canalisée vers les investissements. Toutefois, dans le cadre d'une économie ouverte, l'épargne et l'investissement ne sont pas nécessairement égaux. Le surplus d'épargne peut financer des investissements à l'étranger, c'est-à-dire trouver des débouchés en-dehors du circuit économique national.
Les néoclassiques posent comme hypothèse que les marchés financiers sont en situation de concurrence pure et parfaite, et que la mobilité des capitaux est elle-même parfaite. Dans une telle situation, l'école néoclassique déduit que l'allocation de l'épargne disponible se fait en fonction de la rentabilité de chaque projet d'investissement : d'où qu'il vienne, quel que soit son pays de vie, un investisseur devrait toujours choisir rationnellement, c'est-à-dire choisir le projet qui a le retour sur investissement le plus élevé.
Or, on observe un biais dit « domestique » (aussi appelé « national ») : entre un investissement plus rémunérateur hors de son pays, et un investissement moins rémunérateur dans son pays, l'investisseur moyen choisit un investissement moins rentable situé dans son pays. Le paradoxe de Feldstein et Horioka se situe ainsi dans ce choix, en apparence irrationnel, des investisseurs. Il est démontré pour la première fois par Martin Feldstein et Charles Horioka dans un article publié en 1980. Outils économétriques à l'appui, ils montrent qu'il existe une relation de 90% entre taux d'épargne et investissement domestique dans les pays développés. Ils basent leurs calculs sur les données de 16 pays de l'OCDE entre 1960 et 1974. 

## Débats et réponses

### Une corrélation réduite par l'intégration financière régionale
Feldstein et Horioka considèrent que la solution du paradoxe peut être apportée par le fait que l'hypothèse néoclassique (mobilité parfaite des capitaux) n'était pas remplie entre 1960 et 1974. Plusieurs travaux soulignent en effet que l'intégration monétaire au sein de zones monétaires tend à réduire la corrélation et donc à résoudre le paradoxe. Une étude d'Olivier Blanchard et de Francesco Giavazzi de 2002 montre par exemple un déclin du coefficient au niveau des pays européens entre 1975 et 2001 du fait de l'intégration progressive des marchés européens.

### Une corrélation explicable par des variables endogènes
Obself (1986), Murphy (1986) et Wong (1990) soutiennent que le paradoxe est explicable lorsque l'on prend en compte des variables endogènes qui affectent les grandeurs de l'épargne et de l'investissement.

### Une corrélation explicable par les politiques publiques
En 1989, Bayoumi souligne l'effet des politiques publiques, qui visent souvent à équilibrer les balances courantes de leur État.  